# Adobe InDesign
Az Adobe InDesign egy asztali kiadványszerkesztő program, amelyet az Adobe Systems gyárt. A program használható poszterek, szórólapok, brosúrák, magazinok, újságok és könyvek szerkesztésére is. Az InDesign segítségével emellett tablet eszközökre szánt tartalmak is szerkeszthetőek az Adobe Digital Publishing Suite használatával. A programot elsősorban grafikusok és kiadványszerkesztők használják, leggyakrabban időszakos kiadványok, poszterek és nyomtatott médiumok szerkesztésére.
A program támogatja az EPUB és SFW formátumokba exportálást is, így e-könyvek és digitális kiadványok is készíthetőek vele, így például digitális magazinok és olyan tartalmak, amelyeket tableteken való fogyasztásra szánnak. Az InDesign az XML formátumot és a stíluslapokat is támogatja, így alkalmas címkézett tartalmak elkészítésére digitális és online formátumok számára. Az Adobe InCopy szövegszerkesztő ugyanazt a motort használja, mint az InDesign.

## Története
Az InDesign az Adobe PageMaker utódja, amelyet az Aldus cég 1994-es felvásárlásával szerzett meg az Adobe. A program piacra dobását követően igen sikeresnek bizonyult, nemsokára azonban megjelent első riválisa, a részben az Adobe újításaira alapozott Quark is. A két vállalat éveken keresztül harcolt a piaci részesedését, újabb és újabb frissítéseket adva ki. Ebben az időszakban a két szoftvert sok kiadványszerkesztő cég együttesen használta, a Quark azonban lassan gyakorlatilag iparági szabvánnyá vált, s a PageMakert egyre kevesebben kezdték alkalmazni. 1998-ra a PageMaker részesedése a professzionális piacon minimálisra csökkent a jóval több funkciót kínáló 1994-es QuarkXPress 3.3 alkalmazással, illetve annak 1996-os 4.0-s verziójával szemben. A Quarknak ekkor szándékában állt felvásárolni az Adobét a PageMaker kivételével, elkerülendő az Egyesült Államok trösztellenes törvényeinek megsértését.
Az Adobe visszautasította a felvásárlási ajánlatot, és inkább folytatta a munkát egy új, saját kiadványszerkesztő alkalmazás kifejlesztésén. Az eredetileg "Shuksan" kódnevű projektet még az Aldus indította útjára. Az Adobe később "K2" kódnévre változtatta ezt, végül pedig 1999-ben InDesign 1.0 néven adták ki az elkészült alkalmazást.
2002-ben az InDesign vált az első natív Mac OS X kiadványszerkesztő szoftverré. A 3-as verzió, mely már az InDesign CS nevet viselte, jóval több emberhez jutott el, mivel a Photoshop, Illustrator és Acrobat programokkal együtt értékesítették a Creative Suite részeként.
Az InDesign PDF (Portable Document Format) formátumban exportál dokumentumokat és többnyelvű támogatással rendelkezik. Ez volt az első kiadványszerkesztő alkalmazás, amely támogatta az Unicode kódolást a szövegek feldolgozásához, OpenType fontot tartalmazott a fejlettebb tipográfiai megoldások kivitelezése érdekében, illetve állítható átlátszósággal, megjelenési stílusokkal, optikai margóigazítással és JavaScript-es platformfüggetlen scriptelési lehetőséggel is bírt.
A szoftver későbbi verzióiban új formátumok váltak elérhetővé. Az InDesign CS-ben bemutatott új funkciók – elsősorban a tipográfiai lehetőségek – támogatása érdekében sem a programot, sem a dokumentumok formátumát nem tették visszafelé kompatibilissé. Ehelyett az InDesign CS2-vel bevezették a visszafelé kompatibilis, XML-alapú INX (.inx) dokumentumformátumot. A 2005 áprilisában kiadott 3.1-es frissítéssel ellátott InDesign CS verziók képesek az InDesign CS2-vel elmentett, INX formátumban exportált fájlok olvasására. Az InDesign Interchange formátum az InDesign CS-nél korábbi verziókat nem támogat. Az InDesign CS5-tel az Adobe az INX-et az InDesign Markup Language (IDML) formátumra cserélte, amely szintén XML-alapú.
Az Adobe 2007-ben az InDesign CS3-at (és a Creative Suite 3-at) univerzális bináris szoftverként fejlesztette ki, amely natív Intel és PowerPC Mac gépekre. Ezt a verziót azonban csak két évvel a tervezett publikálást követően, 2005-ben adták ki. Az Adobe vezérigazgatója, Bruce Chizen ekkor jelentette be, hogy az Adobe lesz az első, amely univerzális alkalmazások egész sorát adja majd ki. A CS2 Mac verzió kódját szorosan integrálták a PPC architektúrába, és nem volt natívan kompatibilis az Apple új gépeiben található Intel processzorokkal, így a termékek más platformokra portolása nehézkesebb volt, mint azt korábban várták. A CS3 alkalmazásba az Adobe integrálta a Macromedia termékeket 2005-ben ahelyett, hogy újraírták volna a CS2-t a CS3 fejlesztésével egyidőben.

### InDesign és Leopard
Az InDesign CS3-nak eredetileg komoly kompatibilitási problémái voltak a Leoparddal (Mac OS X v10.5). Az Adobe közlése szerint az Áthelyezés, Mentés, Mentés másként vagy Exportálás parancsok használatakor az OS vagy Adobe parancssorokban az InDesign CS3 működése váratlanul leállhat, s ezekre a problémákra akkor még nem létezett megoldás. Az Apple végül az OS X 10.5.4-es frissítésben oldotta meg a kompatibilitási problémát.

### InDesign Server
Az Adobe 2005 októberében adta ki az InDesign Server CS2-t, az InDesign egy módosított, felhasználói felület nélküli verzióját Windows és Macintosh szerverplatformokra. Ennek nem volt része semmilyen szerkesztőkliens, inkább az InDesign plug-in technológia segítségével kliens-szerver megoldásokat készítő fejlesztőknek szánták. 2007 márciusában az Adobe hivatalosan bejelentette az Adobe InDesign CS3 Server szoftvert az Adobe InDesign család részeként.

## Verziók
- InDesign CS6 (8.0) – 2012 május
- InDesign CS5.5 (7.5) – 2011 április
- InDesign CS5 (7.0) – 2010
- InDesign CS4 (6.0) – 2008
- InDesign CS3 (5.0) – 2007
- InDesign CS2 (4.0) – 2005
- InDesign CS és InDesign CS PageMaker Edition (3.0) – 2003

## Honosítás
Az InDesign közel-keleti kiadásai különleges beállításokat is tartalmaznak, hogy arab és héber szövegeket is meg tudjanak jeleníteni. Ezek az alábbiak:
- Szövegbeállítások: különleges beállítások az arab és héber szövegek megjelenítésére, úgymint:
  - Arab, perzsa és hindi számjegyek használata;
  - Kasidák használata betűközként és sorkizáráskor;
  - Ikerbetűk használata;
  - Az ékezetek pozíciójának beállítása;
  - A szöveg sorkizárása sztenderd, arab és naskh módok szerint;
  - Különleges karakterek beillesztésének lehetősége;
  - Sztenderd, arab és héber stílusok alkalmazása az oldalak, bekezdések és lábjegyzetek számozásakor.
- Kétirányú szöveg: A jobbról balra haladó irány alkalmazható több objektumra is, így bekezdésekre, karakterekre és táblákra is. Egy dokumentumon belül vegyesen alkalmazható a jobbról balra haladó, illetve a balról jobbra haladó szövegirány.
- Tartalomjegyzék: Tartalomjegyzék címek minden támogatott nyelvre.
- Indexek: Egyszerű kulcsszavas és komplexebb indexek hozhatóak létre a szövegben található információk alapján.
- Importálás és exportálás: QuarkXPress fájlok importálása akár Arabic XT, Arabic Phonyx vagy Hebrew XPressWay fontok használatával.

## Fordítás
Ez a szócikk részben vagy egészben  az   Adobe InDesign című angol Wikipédia-szócikk ezen változatának fordításán alapul.  Az eredeti cikk szerkesztőit annak laptörténete sorolja fel. Ez a jelzés csupán a megfogalmazás eredetét és a szerzői jogokat jelzi, nem szolgál a cikkben szereplő információk forrásmegjelöléseként.